# Маззокко, Анджело
Анджело Маззокко (Angelo Mazzocco; род. 1936) — американский дантевед, специалист по средневековой и ренессансной культуре. Доктор философии (1973), эмерит-профессор колледжа Маунт-Холиок.
Окончил Университет штата Огайо как дважды бакалавр (1959) и магистр по испанскому языку (1963). Степень доктора философии получил в Калифорнийском ун-те в Беркли. В 1970-75 гг. ассистент-профессор Университета Северного Иллинойса. С 1975 года ассистент-, с 1978 ассоциированный, с 1983 года профессор колледжа Маунт-Холиок, с 2003 года эмерит. В 2007 году приглашенный профессор Йеля. Публиковался в Renaissance Quarterly.
Автор Linguistic Theories in Dante and the Humanists: Studies of Language and Intellectual History in Late Medieval and Early Renaissance Italy (1993) {Рец.}.
Редактор In Interpretations of Renaissance Humanism (Leiden: E. J. Brill, 2006) (ISBN 978-90-04-15244-1) {Рец. , }.
Соредактор A New Sense of the Past: The Scholarship of Biondo Flavio (1392—1463) (Leuven: Leuven University Press, 2016) {Рец.: , }.